# Adam Emanuel de Gabrieli
Adam Emanuel de Gabrieli (auch: Emmanuel de Gabrieli; * Ende Juni 1715 in Ansbach; † 17. April 1785) war Jesuitenprofessor und Spitalpfarrer in Eichstätt.

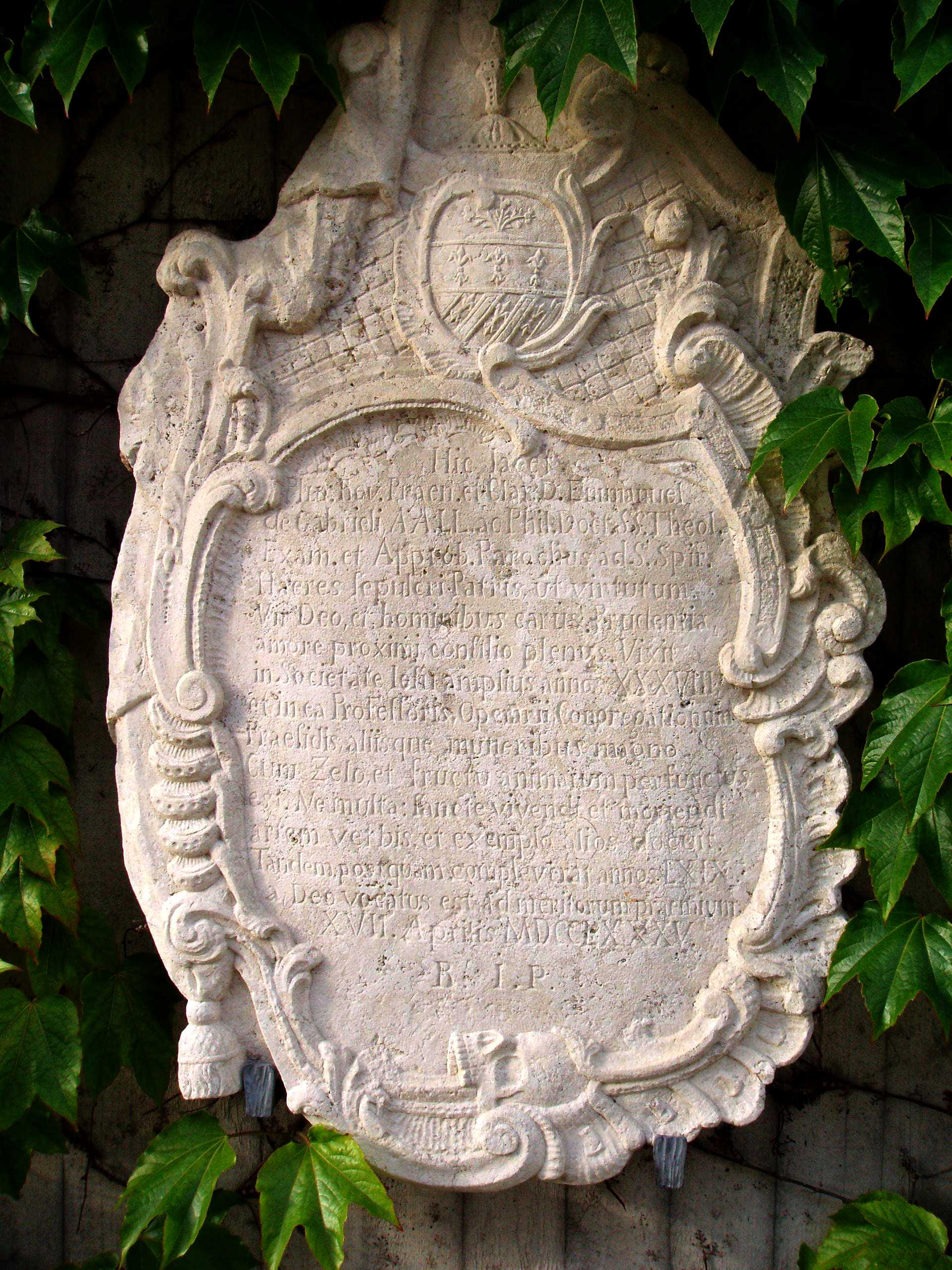
Grabmal von Adam Emanuel de Gabrieli auf dem Eichstätter Ostenfriedhof

## Leben und Wirken
Seine Eltern waren der katholische Ansbachische Baudirektor und Hofkammerrat Gabriel de Gabrieli und dessen 25-jährige Ehefrau Giovanna Marta Tini. Adam Emanuel war das fünfte Kind; die Mutter starb wenige Tage nach der Geburt an Kindbettfieber und wurde in Herrieden begraben. Am 1. Juli 1715 wurde Adam Emanuel getauft. Bald darauf zog der Vater mit den Kindern in die fürstbischöfliche Residenzstadt Eichstätt, wo er als Hofbaudirektor und Hofkammerrat bis zu seinem Tode 1747 tätig war und eine zweite Ehe mit Magdalena Pfaller einging. Hier besuchte Adam Emanuel ab 1725 das Jesuiten-Gymnasium (ab 1730 in Dillingen?) und immatrikulierte sich 1732 an der Universität Ingolstadt, wo er Theologie studierte und zum Doktor der Theologie promoviert wurde.
1735 trat er in Ingolstadt der Gesellschaft Jesu bei und wurde am 8. Mai 1745 von Weihbischof Johann Gottfried Groß von Trockau in der Johanneskapelle des Eichstätter Doms zum Priester geweiht. Nach der Priesterweihe war er in den Jesuitenniederlassungen von Ebersberg, Feldkirch, Solothurn, Rottweil, Rottenburg am Neckar, Landsberg und Augsburg tätig. Nach Aufhebung des Jesuitenordens 1773 kam er als Ex-Jesuit nach Eichstätt und wirkte als Professor am ehemaligen Jesuiten-Gymnasium, dem „Collegium Willibaldinum“, bis 1780. Er war Apostolischer Protonotar und ab 1781 Spitalpfarrer am Eichstätter Heilig-Geist-Spital. Mit 69 Jahren verstarb er und wurde auf dem Ostenfriedhof Eichstätts bestattet, wo sich sein Grabmal erhalten hat.
Das Diözesanmuseum Eichstätt besitzt ein 1716 und damit nach dem Tod der Mutter von unbekannter Hand gemaltes Ölbild, ein Doppelportrait der Mutter mit dem einjährigen Kind Adam Emanuel.